# روزيتا
روزيتا (Rosetta) أو  رشيد مسبار فضائي أطلقته وكالة الفضاء الأوروبية سنة 3 مارس 2004 لاستكشاف المذنب تشوري شوريموف-غيرازيمنكو. وصل المسبار (مركبة فضائية) روزيتا بالقرب من المذنب تشوري خلال شهر أغسطس 2014 وتموضع في مدار حوله. وفي شهر نوفمبر 2014 انفصل مسبار  «فيلة» عن المركبة الفضائية روزيتا وهبط على سطح المذنب يوم 12 نوفمبر بغرض إجراء بعض التحليلات والأبحاث على مادته وخواصه الكيميائية والفيزيائية وإرسال المعلومات إلى الأرض. أهم هذه الأبحاث هي التأكد من النظرية التي تقول إن المياه على الأرض مصدرها المذنبات. استغرق سفر  مركبة الفضاء رشيد  وحمولتها إلى مذنب شوريموف-غيرازيمنكو نحو عشر سنوات. أثناء تلك الفترة قامت مركبة الفضاء بزيارة جرمين سماويين على الطريق بالمرور بالقرب من كل منهما وهما الكويكبان شتاينس 2867 ولوتيتيا. اشتق اسم المركبة الفضائية روزيتا من اسم حجر رشيد النصب الحجري المصري الشهير الذي ساعد على فك الحروف الهيروغليفية، يأمل العلماء أن تفك المركبة الفضائية ألغاز المجموعة الشمسية وكيف نشأ الماء على الأرض وغيرها بما ترسله إلينا من نتائج فحوصاتها. تحمل المركبة الفضائية روزيتا أو رشيد مسبارا من المقرر أن تسقطه على سطح المذنب وتبقى هي إلى أجل مسمى في مدار حول المريخ. يقوم المسبار - ويسمى فيلة  باسم معبد فيلة في أسوان - بإجراء فحوصات على أرضية المذنب. من معبد فيلة بأسوان حصل علماء المصريات على لوحات ساعدت في فك طلاسم الكتابة الهيروغليفية أيضا.

## الرحلة
.

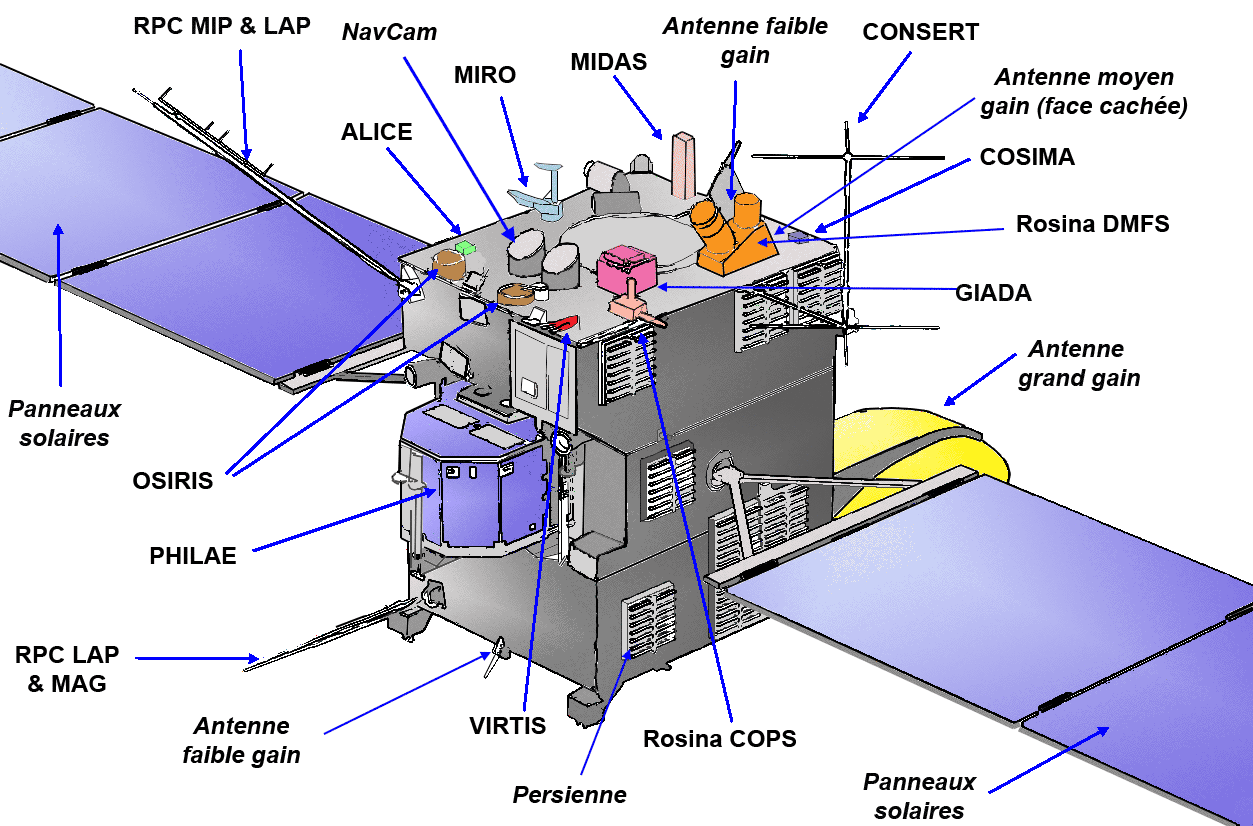
بنية مركبة الفضاء روزيتا وما عليها من أجهزة علمية؛ من ضمنها المسبار فيلة

لا توجد تقنية تتيح إرسال المسبار بشكل مباشر إلى المذنب المطلوب بالسرعة الصحيحة ولهذا يستغل العلماء قوى جاذبية كل من كوكبي المريخ والأرض لتقوم بدفع المسبار - زيادة سرعته وتوجيهه - من أجل الوصول إلى المذنب البعيد. يتيعن عليه أولا زيادة سرعته والوصول إلى سرعة المقذوف الكاملة. يساعده على زيادة سرعته إجراء أربعة مناورات جاذبية بين الأرض والمريخ والمشتري يستغلها لإعطائه قوة دافعة.
أيقظت الساعة الأوتوماتيكية أجهزة المركبة Rosetta من سباتها الذي دام 3 أشهر تحضيراً للقائها مع الكويكب شتاينس 2867 في 5 سبتمبر 2008. وقام المسبار بدراسة هذا الكويكب في طريقه إلى المذنب شوريموف-غيرازيمنكو. كما قام أثناء طريقه بالمرور على كويكب ثاني ويسمى لوتيتيا يوم 10 نوفمبر 2010.
أطلقت هذه المركبة من الأرض في مارس 2004 حيث ستصل إلى هدفها النهائي في عام 2014، وتكون قد استغرقت في رحلتها 10 سنوات. وفي ذلك الوقت سيكون بعدها عن الشمس حوالي 4 وحدات فلكية. أما الآن فهي تعبر بالقرب من حزام الكويكبات لتقوم بدراسة بعضها بالوسائل البصرية وغيرها.
وبعد 31 شهرا من السبات حيث كانت أجهزة المسبار في حالة هادئة تسمح بإدخار الطاقة أيقظته الساعة الأوتوماتيكية وأرسلت إشارة إلى مركز المتابعة الأوروبي ب دارمشتات، ألمانيا. وصفق العلماء وهنأ بعضهم البعض أن المسبار الأوروبي روزيتا قد استيقظت بعد عشرة سنوات من رحلتها لمقابلة المذنب (67P/Churyumov–Gerasimenko) والدوران حوله لتصويره ودراسته. تحمل المركبة الأم روزيتا مسبارا يزن نحو 100 كيلوجرام اسمه «فيلة» والذي هبط على سطح المذنب بعد أن تم اختيار مكان مناسب لهبوطه عليه. البرنامج الأصلي كان بأن تتخذ المركبة مدارا حول المذنب في يوم 6 أغسطس 2014 لتصويره وقياسه ولاختيار مكان مناسب لهبوط المسبار «فيلة» على سطحه. حيث ستبقى المركبة الأم في مدار حول المذنب ويهبط المسبار «فيلة» على الموقع المختار على سطح المذنب. تم ذلك في 12 نوفمبر 2014. وبمجرد ملامسة «فيلة» لسطح المذنب تشورجوموف-جيراسيمينكو كان يفترض أن ينطلق من المسبار خابورا ينغرس في سطح المذنب لتثبيت المسبار عليه حتى لا يرتد المسبار من عليه ويضيع في الفضاء. ذلك لأن جاذبية المذنب ضعيفة ولا تستطيع الاحتفاظ بالمسبار إذا كان الهبوط ليس هادئا تماما. لم يحدث انطلاق الخابور ولكن الصور التي بثها «فيلة» أكدت أنه استقر على المذنب، حيث ستقوم أجهزته بأخذ عينات من التربة لتحليلها.
تكون المذنب منذ نحو 6و4 مليار سنة من قرص الضباب الكوني الأولي الذي تكونت منه المجموعة الشمسية.
أي أنه من المواد التي تكونت منها الأرض والكواكب الأخرى، كواكب المجموعة الشمسية.
ويريد العلماء معرفة الآتي:
- ما هي المواد المكونة للمذنب؟
- صلابة أو هشاشة مادته.
- ما هي المواد العضوية التي عليه؟
- ما هي كمية الماء عليه التي هي في صورة ثلج؟

## مراحل البعثة

خط سير الرحلة. ويرى الكوكبان المريخ (صغير) والمشتري (كبير) في مداريهما باللون الأحمر وبالتالي البني، ومدار الأرض (أخضر).

- الإقلاع: 2 مارس 2004 الساعة 8:17 توقيت وسط أوروبا → (1)
- أول دورة حول الأرض (4 مارس 2005 على ارتفاع 1900 كيلومتر) → (2)
- تابع المسبار روزيتا في 4 يوليو 2005 اصطدام قذيفة المسبار ديب إمباكت على المذنب تمبل 1.
- المرور على المريخ في 25 فبراير 2007 على ارتفاع 250 كيلومتر منه. → (3)
- دورة ثانية حول الأرض في 13 نوفمبر 2007 على ارتفاع 5295 كيلومتر. → (4)
- المرور بالقرب من الكويكب شتاينس 2867 Šteins في 5 سبتمبر 2008، على مسافة 800 كيلومتر منه → (5
- الدورة الثالثة حول الأرض (13. 13 نوفمبر 2009 على مسافة 2481 كيلومتر منا → (6)
- مرور بالقرب من المذنب "(21) Lutetia " في 10 نوفمبر 2010 على بعد 3162 كيلومتر → (7)
- سبات عميق من 8 يونيو 2011 حتى 20 يناير 2014، (بعده عن الشمس بين 660 إلى 790 مليون كيلومتر) → (8)
- إنهاء حالة السبات العميق 20 يناير 2014، واستقبال أول إشارات منه في تمام الساعة 20 18:18 توقيت عالمي منسق → (9)
- الاقتراب من مذنب شوريموف-غيرازمنكو (يناير حتى مايو 2014) → (10)
- تصوير سطح المذنب (أغسطس 2014)
- هبوط مسبار «فيلة» الذي تحمله المركبة روزيتا على المذنب (12 نوفمبر 2014)
- القيام بتحليل أرضية المذنب ومتابعته أثناء دورته حول الشمس (نوفمبر 2014 حتى 2015) → (12).[5]

## توقف كاميرته
في 5 سبتمبر 2008 نجح المسبار الأوروبي في إكمال رحلته بالقرب من أحد الكوكيبات التي تقع على بعد ملايين الأميال من الأرض ولكن كاميرته ذات الدقة الفائقة توقفت عن العمل عند أقرب مرور بجوار الكوكيب شتاينس 2867 والمعروف كذلك باسم الكوكيب 2867 بعد الساعة 8:45 من مساء يوم الجمعة في حزام الكويكبات الموجود بين مداري كوكب المريخ وكوكب المشتري. وبلغ المسبار مسافة 500 ميلاً (805 كيلو مترا) من الكوكيب الذي اتضح أنه أكبر قليلاً مما كان يتوقع العلماء. ولم يتضح بعد لمسؤولي وكالة الفضاء الأوروبية السبب في تعطل الكاميرا عن العمل.

## اسم المسبار
أطلق اسم روزيتا على المسبار تيمّناً بحجر رشيد الذي عثر عليه في مدينة رشيد بدلتا نهر النيل في مصر، والذي أدّى إلى فك رموز الكتابة الهيروغليفية المصرية القديمة. يأمل العلماء من المسبار روزيتا فك «لغز» الطريقة التي تكونت بها المجموعة الشمسية منذ نشأتها. كما اختير لمسبار الهبوط على سطح المذنب اسم فيلة وهو اسم جزيرة شهيرة في نهر النيل عند أسوان حيث وجدت هناك مسلة مصرية قديمة ساعدت مخطوطاتها على فك رموز الكتابة الهيروغليفية. وضع على المسبار قرص معدني يسمى «قرص روزيتا» قطرها نحو 5 سنتيمتر مصنوعة من سبيكة النيكل، ومكتوب عليها 15.000 صفحة بلغات مختلفة بمعلومات عن الأرض وسكانها.

## السبات
في مطلع يونيو من عام 2011 بدء المشرفون على مهمة روزيتا الاستعداد لوضع المركبة في حالة السبات من خلال سلسلة من الأوامر تؤدي إلى إطفاء جميع الأجهزة على متن المسبار بما في ذلك وحدة قيادة المركبة والتي تتضمن أنظمة التواصل وتحديد الموقع، لتختصر الأجهزة العاملة على متنها على حاسوب المركبة وعدد من السخانات التي ستشغل بشكل دوري للتأكد من عدم تجمدها أثناء ابتعاد المسبار عن الشمس، حيث صرح أندريا أكومازو مدير عمليات المسبار في ESOC: «من الضروري إدخال المركبة في طور السبات بعد أن أصبحت تبعد عن الشمس بمسافة هائلة لا يمكن لألواحها الشمسية إنتاج الطاقة الكهربائية الكافية لتشغيل جميع أنظمتها الرئيسية»،  في الثامن من يونيو من عام 2011 تم إرسال الأوامر بواسطة محطة الفضاء السحيق التابعة لناسا في كانبيرا. أستراليا وذلك لضمان امتلاكها الطاقة الكافية لتمكنها من بلوغ روزيتا، حيث بدأت روزيتا في تمام الساعة 08:00 بتوقيت العالمي بإطفاء نظام التحكم فيها لتدخل بذلك مرحلة السكون الذي سيمتدد 136 أسبوعا، في 12:58 أرسل آخر الأوامر المتعلق بإطفاء المركبة وتم التأكد من نجاح العملية في تمام الساعة 14:13 بالتوقيت العالمي عندما فقد الاتصال اللاسلكي بها وفق التوقعات.
من الجدير بالذكر أن المسؤولين في ايسا قضوا أغلب السنة الماضية بالتخطيط لهذه المرحلة التي تم تصميمها بواسطة مهندسي شركة استريوم التي بنت روزيتا، للسماح لها بالبقاء على قيد الحياة عند ابتعادها عن الشمس خلال رحلتها الطويلة لملاقاة المذنب.

## إفاقة روزيتا
في الوقت التي كانت روزيتا لا تبعد عن المذنب سوى 9 ملايين كيلومتر بدء المنبه الداخلي للمركبة الذي تم برمجته مسبقا بإيقاظها من جديد، حيث قامت المركبة مباشرةً بعد أن أتمت شحن أجهزتها بتوجيه هوائيها الرئيسي نحو الارض وإرسال إشارة إلى مركز مراقبة المهمة، حيث تم استلام تلك الإشارة من قبل كلتا المحطتين الأرضيتين التابعتين لناسا في غولدستون وكانبيرا والتي أكدت على الفور في الساعة 18:18 بتوقيت العالمي من قبل مركز ايسا للعمليات الفضائية في دارمشتات لتنهي بذلك المركبة في العشرون من يناير 2014 إحدى وثلاثين شهرا من السكون بعد أن أصبح مدارها متجها نحو الشمس من جديد في الوقت الذي تقلص مسافتها من 800 مليون كيلومتر إلى 673 كيلومتر عنها. وقد صرح مات تيلور أحد علماء مشروع روزيتا حول هذا الحدث:  نحن سنواجه تحديات كثيرة خلال هذا العام فنحن نستكشف منطقة مجهولة حيث إني واثق أن هنالك الكثير من المفاجئات ستكون بانتظارنا، لكن اليوم نحن سعداء فقط بعودة المركبة والتحدث معنا.
بدأ فريق روزيتا مباشرةً بعد ذلك بالتخطيط لفحص الأجهزة والبرامج على متن المركبة للتأكد من صحة عملها حيث جرى أول تلك الفحوص في التاسع والعشرون من يناير، وقد صرح أندريا أكومازو مدير عمليات المسبار في ESOC: جل اهتمامنا الآن هو على الطاقة ومعرفة إذا ما كانت الألواح الشمسية تنتج الطاقة الكهربائية الكافية لدعم خططنا الخاصة بإعادة تفعيل المركبة.
تلت تلك العمليات فحص الذاكرة الصلبة الخاصة بتخزين المعلومات وتحميلها إلى الأرض، كما أن المسبار فيلة الذي على متنها تم تفعيله من سباته في شهر مارس من نفس العام، وكمركبة الأم خضع المسبار إلى سلسلة من الفحوص للتأكد على صحة عمل أجهزته العلمية وأنظمته السيطرة.

## اللقاء مع شوريموف-غرايزمنكو

### عمليات تصحيح المدار
بدأت وحدة قيادة روزيتا في مطلع شهر مايو من عام 2014 الاستعداد لإجراء سلسلة من عشر مناورات محكمة التخطيط تهدف إلى إبطاء سرعة المركبة وتصحيح مدارها حتى يتسنى للمذنب التقاطها في السادس من أغسطس لهذا العام، مستخدمين الصواريخ المحمولة على متنها، حيث بدأت أولى تلك العمليات في السابع من مايو وأسفرت عن تقليل سرعة المركبة إلى 775 متر/ ثانية.

### الاحتراق الكبير
وهي تسمية تطلق على ثلاثة مناورات من أصل عشر، تهدف إلى إبطاء سرعة روزيتا حيث تتميز عن غيره كون معظم سرعة المركبة ستتباطأ خلال تلك الثلاث عمليات، حيث بدأ الشق الأول لهذه العملية في الحادي والعشرون من شهر مايو في تمام الساعة 15:23 بالتوقيت العالمي، ودامت لسبع ساعات وستة عشر دقيقة، واستهلكت ما يقارب 218 كيلوغرام من الوقود لتكون بذلك واحدة من أطول العمليات في تاريخ الوكالة التي تم تنفيذها من قبل محركات النفاثة لإحدى مركبات التابعة لها.
استخدم فريق التحكم بالمهمة محطة نوراسيا التتبعية الجديدة لايسا للتواصل مع المركبة ومراقبة التطورات اللاحقة عن بعد 500 مليون كيلومتر عن الأرض. وقد صرح سيلفان لوديوت مدير عمليات المركبة:  «كانت مناورات ليلة البارحة ضرورية من دون شك وهي جزء من سلسلة من الخطوات اللاحقة في تقليل سرعة روزيتا التي ستؤدي إلى الوصول إلى المذنب في السادس من أغسطس بسرعة نسبية تصل إلى متر / ثانية الواحدة»،  وأضاف  «النفاثات وأنظمة الدفع للمركبة عملت جميعها بشكل ممتاز». أكملت المركبة مهمتها في تمام الساعة 22:39 بالتوقيت العالمي، حيث تباطئت سرعتها في نهاية العملية من 775 متر/ ثانية إلى 291 متر/ ثانية.

### الاحتراق الكبير 2
في الرابع من يونيو اكتملت المرحلة الثانية من العملية الرئيسية لإبطاء سرعة روزيتا والمعروف باسم «الاحتراق الكبير Big burn» بعد ست ساعات وتسعة وثلاثين دقيقة وحرق ما يقارب 190 كيلوغرام من الوقود، حيث بدأت في تمام الساعة 14:58 بحسب التوقيت العالمي المنسق وانتهت في الساعة 21:00 بالتوقيت العالمي، وأسفرت عن تقليل سرعة المركبة إلى 271 متر/ ثانية. تم مراقبة العملية بواسطة هوائي نوراسيا الجديد في أستراليا ذو قطر باتساع 35 مترا لاستقبال الإشارات اللاسلكية.

### الاحتراق الكبير 3
تم إنجاز العملية في الثامن عشر من يونيو وأسفرت عن تقليل سرعة روزيتا إلى 91 متر / ثانية. تبع عمليات الاحتراق الكبير سلسلة من المناورات الصغيرة الأساسية التي استمرت طوال شهر يوليو بمعدل عمليتين كل أسبوع.

### أول قياسات جهاز MIRO
في السادس من يونيو رصدت عملية تبخر الماء من المذنب بواسطة جهاز MIRO المحمول على متن المركبة عندما كانت على بعد 350000 كيلومتر منه، حيث اكتشفت روزيتا عن فقدان المذنب كوبين من الماء في كل ثانية حتى مع هذه البيئة الباردة والبعيدة عن الشمس. وقد صرح سام غولكس رئيس الباحثين للأجهزة في مختبر الدفع النفاث التابع لناسا في باسدينا عن هذا الاكتشاف: "بهذا المعدل سيمتلئ حوض أولمبي للسباحة خلال 100 يوم، لكن مع اقتراب المذنب نحو الشمس سيزداد معدل إنتاج النيزك من الغازات بشكل ملحوظ، من خلال روزيتا سيتوفر لنا موقع رائع لمراقبة تلك التغييرات عن قرب والتعلم أكثر عن سبب حدوث ذلك بالضبط.
من الجدير بالذكر أن بخار الماء هو المكون المتطاير الرئيسي من المذنبات بالإضافة إلى الكربون، المونوكسيد، الميثانول والأمونيا حيث صمم MIRO لقياس كمية تلك المكونات في المذنبات لتساعدنا في فهم طبيعة نواة المذنبات وموقع وكيفية خروج غازاته.

### الصورة الأولى للمذنب
في الرابع عشر من يوليو قامت كاميرة روزيتا المعروفة باسم OSIRIS بالتقاط أولى الصور من المذنب شوريموف-غرايزمنكو وعن مسافه تقدر 12000 كيلومتر، حيث أكد من خلال تلك الصورة امتلاك المذنب مظهرا غير منتظما، تبعها في الأيام القادمة التقاط عدد من الصور ولكن عن مسافة أقرب وبينت لنا أن المذنب يتألف من قطعتين مرتبطتين مع بعضهما بواسطة رقبة معطيا إياها مظهرا مشابها للبط البلاستيكي، حيث صرح مات تيلور أحد علماء مشروع روزيتا التابع لايسا:  «يعتقد سبب ذلك يرجع إلى اتحاد مذنبين منفصلين خلال أولى مراحل تشكل النظام الشمسي أو قد تكون مذنبا واحدا تعرض للتآكل خلال العصور الغابرة»، وأكمل مات تيلور قائلا:  «نحن الآن في موقع ممتاز يسمح لنا بدراسة هكذا أجسام فريدة من نوعها». 

### أول قياسات جهاز VIRTIS
قامت روزيتا لأول مرة بقياس درجة حرارة المذنب بين الثالث عشر والحادي والعشرون من شهر يوليو بواسطة جهاز VIRTIS المحمول على متنها.
والذي بين على أنها أدفأ مما توقع العلماء، مما يرجح إحاطة المذنب بقشرة داكنة من الغبار بدلا من سطح ثلجي، حيث قدرت درجة حرارة سطح المذنب بحوالي 70 درجة تحت الصفر، لتكون أدفأ بحوالي -30 إلى -20 درجة من التوقعات التي تخص مذنب يبتعد بهذا المستوى عن الشمس، ويرجع ذلك لأن المادة السوداء ترفع الحرارة والانبعاث الحراري أكثر من سطح ثلجي. وقد صرح فابرزيو كاباسيوني رئيس الباحثين للجهاز VIRTIS:  «هذه النتائج مثيرة للاهتمام حيث إنها ستساعدنا في تحديد المكونات والخواص الفيزيائية لسطح المذنب». 

### روزيتا في مدار حول المذنب
تمكن الجهاز GIADA المحمول على روزيتا من التقاط أول جزيئات الغبار المنبعثة من المذنب في الواحد من أغسطس من 2014 عندما كانت المركبة تبعد عن المذنب 814 كيلومتر وعن الشمس 543 مليون كيلومتر. حيث تمكن العلماء من تقدير حجم تلك الحبيبة من عشرات المايكرونات إلى عدة مئات من المايكرونات من خلال قياس قوة اصطدامها الذي بلغ 10 - 10 × 9.8 كيلوغرام متر/ثانية، وتبعها في الأيام الأربعة القادمة من شهر أغسطس حجز ثلاث جزيئات أخرى. حيث تبين من خلال تلك القياسات الأولية أن الغبار المحيط بالمذنب وبهذه المسافة عن الشمس، كثافته مساوية أو حتى أعلى من التوقعات التي تم الحصول عليها بواسطة النماذج الأرضية لمحاكات عمل الجهاز في هذه المسافة عن الشمس، لكن رغم ذلك فنحن نحتاج إلى الكثير من البيانات الإضافية حتى نستطيع توصيف البيئة الغبارية للمذنب بشكل مفصل.
GIADA واحد من ثلاث أجهزة محولة على متن روزيتا تعمل جنبا إلى جنب مع MIDAS وCOSIMA لتزودنا بمعلومات عن كمية الغبار المحيط بالمذنب وسرعة انتشاره في الفضاء وكتلته، بالإضافة إلى تحديد المناطق التي ستشهد انبعاثا للغبار. كما أن GIADA ستساعدنا في الحفاظ على سلامة المركبة والأجهزة التي على متنها من خلال تزويدنا بمعلومات عن معدل ترسيب الغبار على الأجهزة البصرية والأجزاء المهمة كالألواح الشمسية، بالإضافة إلى أنها ستلعب دورا مساعدا في عملية هبوط المسبار فيلة.
في الثالث والسادس من أغسطس 2014 قامت روزيتا بإجراء آخر مناورتين تمكناننها من الوصول إلى المذنب، بنجاح كامل حيث صرح تريفورمورلي أخصائي ديناميكيات الطيران في ESOC حول هذا الموضوع: إن حدث أي خلل خلال هذه المرحلة سواء كان على الأرض أو في الفضاء سيؤدي إلى تأخير حدوث تلك المناورتين، ستملي علينا ميكانيكية المدار بعضت أيام فقط لتصحيح المشكلة وإنجاز عمل المحركات الصاروخية بشكل تام، وإن حدث خلاف ذلك سنفقد فرصة اللقاء بالمذنب. 

### الوصول إلى المذنب
بعد رحلة طويلة من الملاحقة استمرت لعشرة سنين استطاعت روزيتا أخيرا في 6 أغسطس اللفاء مع المذنب شوريموف-غرايزمنكو لتكون بذلك أول مركبة فضائية من نوعها ترافق مذنب طوال دورته المدارية، حيث كان كلا من المركبة والمذنب يبتعدان عن الأرض 4.5 مليون كيلومتر ويقتربان نحو الجزء الداخلي من النظام الشمسي بسرعة تصل إلى 55 ألف كيلومتر في الساعة. وقد صرح جين-جاكوي دوردن مدير عام وكالة الفضاء الأوروبية حول هذا الإنجاز: " بعد تسعة سنين وأربعة أشهر وأربعة أيام من السفر باتجاه هدفنا والذي تم خلاله الدوران أربع مرات حول الشمس وقطع 6.4 مليار كيلومتر، نحن سعداء بأن نعلن أخيرا "نحن هناك"،  وأضاف  "روزيتا هي الآن أول مركبة فضائية في التاريخ تواكب مذنب، مرحلة الاستكشاف قد بدئت".
قامت روزيتا في ذلك اليوم بإجراء المناورة المدارية الأخيرة ضمن المناورات التسعة التي بدأت في شهر مايو 2014 حتى أدت إلى إبطاء سرعة روزيتا وفيلة إلى متر واحد في الثانية، وتموضعهما على بعد نحو 100 كيلومتر من سطح المذنب. كما أن القائمون في ايسا تلقوا في ذلك اليوم واحدة من أكثر الصور وضوحا ودقة من المذنب بواسطة روزيتا، والتي نشرت لاحقا في ظهر ذلك اليوم.
سيعمل المسبار خلال ستة أسابيع القادمة على دراسة سطح شوريموف-غرايزمنكو أولا من مسافة 100 كيلومتر ثم من 50 مترا، في نهاية أغسطس سيتم تحديد خمس مناطق محتملة لهبوط المسبار فيلة من قبل وكالة الفضاء الأوروبية.

## الأجهزة العلمية على فيلة
المسبار «فيلة» الذي تحتضنه روزيتا يزن 100 كيلوجرام، سيهبط على سطح المذنب يوم 11 نوفمبر، وتبقى المركبة روزيتا في مدار حول المذنب. سوف يقوم المسبار فيلة بأخذ عينات من تربة المذنب ويقوم بتحليلها. يرسل بياناته إلى المركبة الأم التي ترسلها بالتالي إلى الأرض. الأجهزة على فيلة ووظائفها هي الآتي.
- كوساك: يبحث عن المواد العضوية.
- بتولومي: يحلل مادة التربة.
- كونسرت: يقيس باطن المذنب بواسطة أشعة كهرومغناطيسية.
- سيسمي: يقيس خواص السطح بواسطة قياسات كهربائية وموجات فوق صوتية.
- سيفا: تصور صورا بانوراما وتحلل عينات التربة بواسطة ميكروسكوب.
- روماب: يقيس المجال المغناطيسي للمذنب ويقيس الأيونات والإلكترونات.
- موبوس: به مجسات متعددة الأغراض لقياس درجة الحرارة.
- روليس: كاميرا تصور المذنب.
- إيه بي إكس إس: جهاز يحلل المكونات الكيميائية لتربة المذنب.

## هبوط فيلة
بحث العلماء في نهاية أغسطس 2014 عن خمسة أماكن على سطح المذنب بي 67 (P67/Tschurjumow-Gerasimenko) تصلح لهبوط فيلة عليه.
واختاروا مكان الهبوط ‘J’ وهو موقع مشمس على "رأس" المذنب"  ويتميز بانبساطه وبعده عن تلال، تسقط الشمس على هذا المكان 7 ساعات يوميا من أيام المذنب بحيث يمكن أن تشحن أشعة الشمس بطارية مسبار الهبوط فيلة.
ثم انفصل مسبار الهبوط فيلة عن المركبة الأم روزيتا يوم 12 نوفمبر 2014 في تمام الساعة 08.35 طبقا التوقيت العالمي المنسق، وكانت روزيتا على ارتفاع 5و22 كيلومتر من نواة المذنب بي 67.، وبعد الانفصال كانت فيلة تقترب من المذنب بسرعة 1 متر/ الثانية ولمست سطحه بعد نحو 7 ساعات، في تمام الساعة 15:34 .
تبلغ عجلة الجاذبية على سطح المذنب نحو 1/100.000 من جاذبية الأرض، وبسبب شكل المذنب فجاذبيته ليست متساوية وتختلف من مكان إلى آخر عليه من وجه شدة الجاذبية وكذلك بالنسبة لاتجاهها. كان وزن فيلة على الأرض 100 كيلوجرام، ولكنه على المذنب يضغط بوزن 0,01 نيوتن، أي ما يعادل 1 جرام على أرضنا.
لامس المسبار فيلة سطح المذنب مرتين قبل أن يستقر في التلامس الثالث، فكان مكان هبوطه بعيدا قليلا عن المكان ‘J’ (تم التلامس ثلاث مرات في تمام الساعة 15:34, 17:25 والساعة 17:32 حسب التوقيت العالمي المنسق).
لم تقم نفاثات تهدئة الهبوط بعملها، ولم تتمكن أوتاد الإمساك بسطح المذنب بالإمساك به،  وهذا ما جعله يقفز من على سطح المذنب مرتين قبل أن يستقر على سطحه في التلامس الثالث، واستقر على اثنين من أرجله وأصبح مائلا. وهذا يجعله يتعرض لأشعة الشمس لمدة ساعة ونصف فقط من يوم المذنب الذي يقدر ب 13 ساعة.

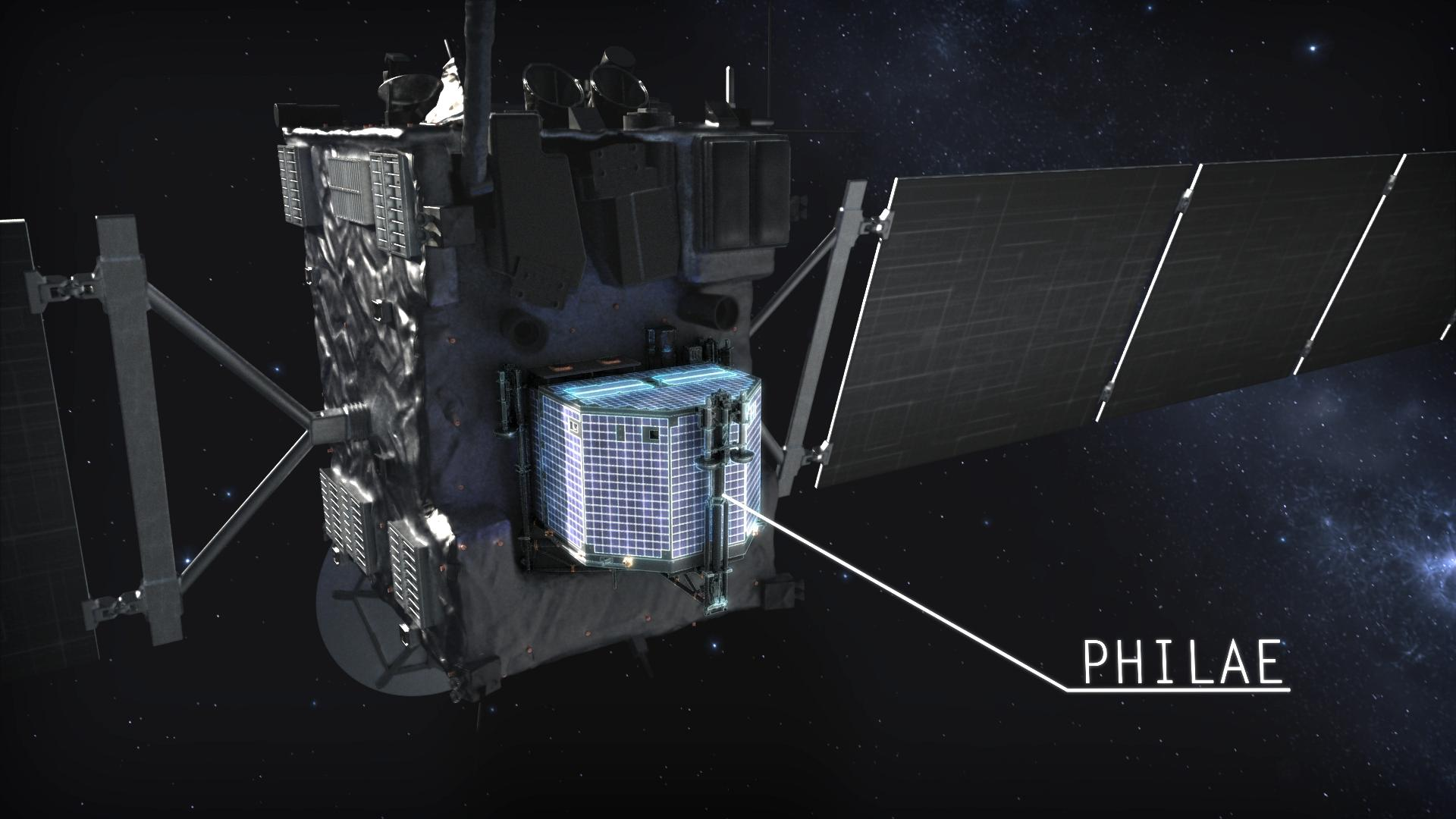
روزيتا وفيلة (تمثيل )
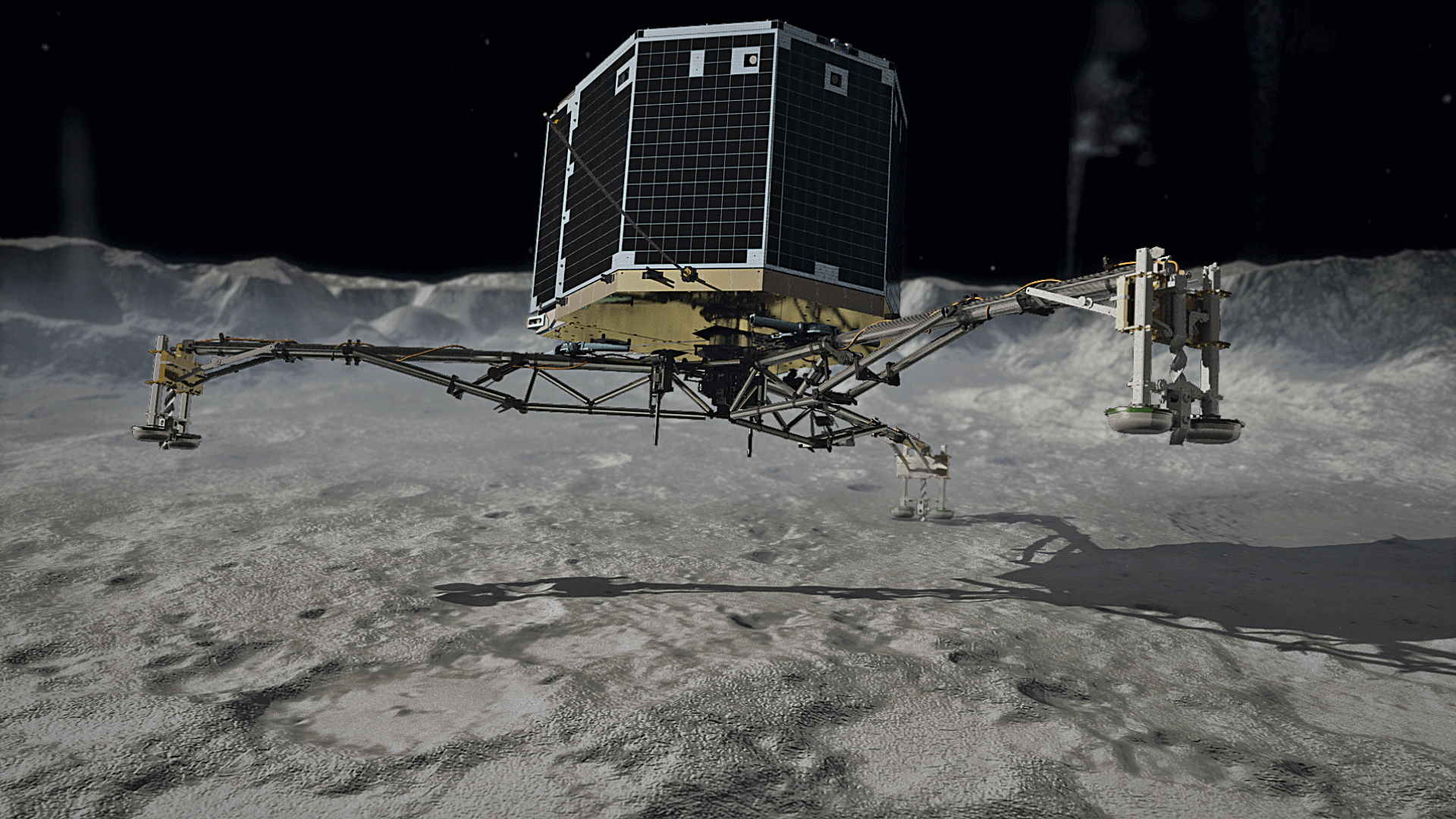
هبوط فيلة على المذنب بي 67 (تشكيل خيالي)
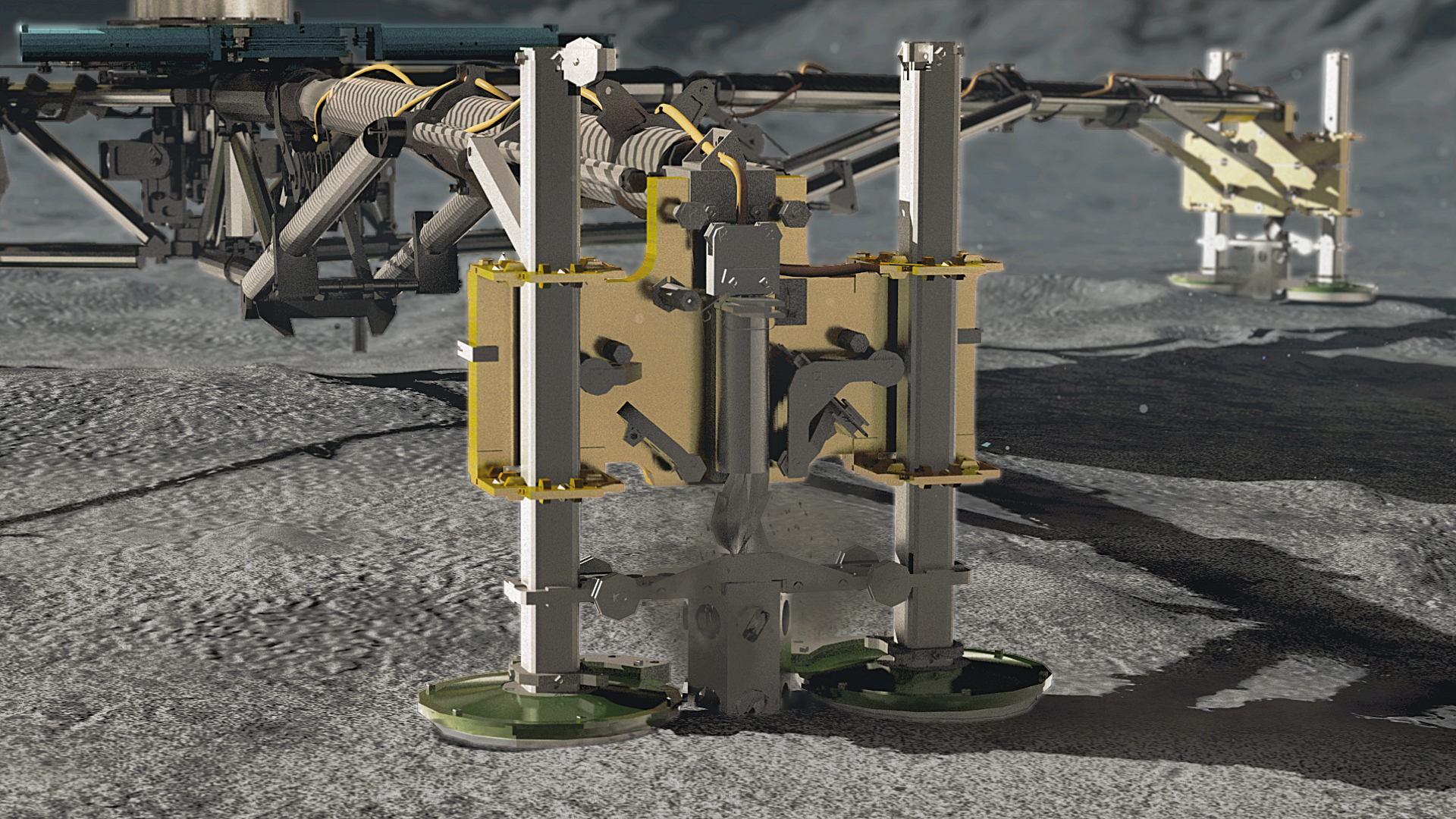
حفارات الثلج على فيلة(تمثيل)

كان من المفترض أن تعمل بطارية فيلة لمدة 62 ساعة تكفي للقيام بالأبحاث المخطط لها وإرسال النتائج إلى الأرض. ولكن في هذا الوضع لم يستطع العلماء استقبال كل ما كانوا راغبين فيه، وحصلوا على بعض المعلومات مؤقتا، كما جاء في الأخبار. وهم يفضلون الحذر في التعامل مع المسبار فيلة الآن حيث أن بطاريته فارغة وفي نفس الوقت يتعرض لفترة ساعة ونصف فقط كل يوم من أيام المذنب لشحن بطاريته.
يقترب المذنب بي 67 حاليا في مداره من الشمس (وبالتالي من الأرض) وسوف يكون على أقرب مسافة من الشمس في أغسطس 2015، فيكون داخل مدار المريخ. ويأمل العلماء أن يكون في اقترابه هذا فرصة لشحن بطارية فيلة من الطاقة الشمسية الساقطة عليه، فيوقظ من جديد ويعمل. ومن المتوقع أن يظل المسبار فيلة يعمل ويبعث نتائج اختباراته حتى نهاية 2015، حيث يبتعد المذنب ومسبار الهبوط فيلة عليه وروزيتا في مدارها حوله، مصطحبين بعضهم البعض ويغوصوا سويا في أعماق الفضاء.

## الغرض من بعثة فيلة
زود المسبار فيلة ب 11 جهاز مختلف للقيام بقياسات وأخذ عينات وتحليلها كيميائيا وفيزيائيا. وغرض العلماء هو معرفة أصل المجموعة الشمسية حيث إن تلك المذنبات التي تأتي من بعيد وتدخل مدارات الكواكب في دورانها حول الشمس، ومن أمثال تلك المذنبات نشأت الكواكب والأرض والمجموعة الشمسية. وربما تعطي تلك الاختبارات نتائج عن كيفية وجود ماء على الأرض، وهل توجد على المذنب مركبات عضوية؟ وربما حصلنا على معلومات عن نشأة الحياة على الأرض. فتوجد نظريات علمية في هذا الشأن ولكن يحتاج العلماء إلى النتائج العملية للفصل بين تلك النظريات.

## النتائج
من أوائل الاكتشافات أن المجال المغناطيسي للمذنب 67P يتردد برنين بين 40 - 50 ملي هرتز. إلا أن نتائج المسبار فيلة بعد هبوطه على المذنب أفاد بأن قلب المذنب لا يصدر منه مجال مغناطيسي، وأن ما قامت المركبة الفضائية روزيتا بقياسه يبدو وأنه ناتج عن الريح الشمسية.
استطاعت المركبة الفضائية روزيتا تعيين بصمة النظائر isotopic signature في بخار الماء الناتج من المذنب 67P, ووجد أنه يختلف كثيرا عن مكونات ماء الأرض؛ حيث وجد أن نسبة وجود الديوتيريوم (الهيدروجين الثقيل) إلى الهيدروجين في ماء المسبار تعتر ثلاثة أضعاف تلك النسبة للماء الموجود على الأرض. تلك النتيجة تؤدي إلى الاستنتاج أن الماء الموجود على الأرض لم يأتي من مذنبات مثل المذنب 67P, طبقا لما يقوله العلماء. وقد أعلنت ناسا بتاريخ 22 يناير 2015 أن معدل تبخر الماء على المذنب قد زاد بنسبة 10 أضعاف بين شهر يونيو إلى أغسطس 2014 .
وفي يوم 2 يونيو 2015 أصدرت ناسا معلومات قام بقياسها مطياف أليس الموجود على المركبة الفضائية روزيتا بأنها إلكترونات في إطار نحو 1 كيلومتر من نواة المذنب؛ وأن تلك الإلكترونات نابعة من تحلل جزيئات ماء من المذنب تحت تأثير أشعة الشمس، كما أن أشعة الشمس هي المسؤولة عن تبخر بعض ثاني أكسيد الكربون من نواة المذنب إلى هالته coma.

## مخططات عام 2016
- 27 في يوليو 2016 –

قامت إيسا بتوقيف جهاز التيار الكهربائي على مركبة الفضاء روزيتا لتوقيف أي اتصال مع المسبار فيلة.
- وفي 2 سبتمبر 2016 - قامت روزيتا بتصوير فيلة في مكان استقرارها، ووجدت أنها مختفية إلى حد كبير بجانب حافة عالية على المذنب.[30]

الموعد القادم
- 30 سبتمبر 2016 - انتهاء البعثة بهبوط روزيتا هبوطا بطيئا واصطدامها بالمذنب. ومع ان مسبار فيلة قد قام بإرسال بيانات خلال عملية هبوطه، إلا أن المركبة الفضائية روزيتا تحتوي على مجسات أقوى وأدق، مما يتيح لها إرسال معلومات وبيانات أثناء الهبوط لتكملة ما قامت به من قياسات أثناء وجودها في المدار فوق المذنب. وسوف تهبط المركبة الفضائية على المذنب بسرعة أبطأ مما فعله المسبار فيلة.[31][32]

## نهاية البعثة
بعد اقتراب المذنب 67P من الشمس وبدء الابتعاد عنها أصبحت كمية الضوء التي تحصل عليها اللوحات الشمسية للمركبة الفضائية رشيد تقل شيئا فشيئا. وبينما كان من الممكن أن يضع العلماء روزيتا في حالة سبات ونوم حتى يصل المذنب إلى قمة مداره حول الشمس، ولكن فضل العلماء أن يجعلوا روزيتا تهبط هبوطا بطيئا على سطح المذنب مع التقاط صور كثيرة وتسجيل قياسات أثناء الهبوط على أن تنتهي البعثة باصطدام المركبة الفضائية بالمذنب.
بدأت المركبة الفضائية رشيد الهبوط مسافة 19 كيلومترا عن طريق تشغيل محركات خفض السرعة لمدة 208 ثانية، وذلك في يوم 29 سبتمبر 2016 في الساعة 20:50 طبقا للتوقيت العالمي المنسق UTC. واختير لمكان الهبوط منطقة تسمى «معات» تتميز بفوهات نشطة تخرج منها غازات .
وحدث الاصطدام مع سطح المذنب بعد 14.5 ساعة من بدء مناورة الهبوط؛ وكانت آخر إشارات أرسلها «جهاز أوزوريس» وهو الجهاز على متن المركبة الفضائية روزيتا، أرسلها في تمام الساعة 10:39:29 توقيت عالمي منسق وتم استقبالها في تمام الساعة 11:19:36 توقيت عالمي منسق في مركز المتابعة بدارمشتات بألمانيا.، وكانت سرعة المركبة الفضائية وقت الاصطدام نحو 3.2 كيلومتر في الساعة (أي نحو 0.89 متر في الثانية)، وكان موقع هبوطها لا يبعد عن المكان المقرر إلا بنحو 40 مترا. وآخر صورة التقطها «أوزوريس» وكانت على ارتفاع 20 متر من سطح المذنب، وهي صوره قام بتسجيلها قبل 10 ثوان من الاصطدام؛ وهي صورة توضح مساحة عرضها 0.96 متر، أرسلها حاسوب أوزوريس عقب وقوع الاصطدام، وهي تدل على حدوث الاصطدام بالفعل، ثم أغلق جهاز الإرسال لكي يفي بمتطلبات الإتحاد الدولي للاتصالات.

## وصلات خارجية
- الموقع الرسمي لروزيتا
- موقع عمليات روزيتا

## اقرأ أيضا
- ديب امباكت
- أوسايرس-ركس
- هيليوس (مسبار فضائي)
- غايا (مسبار فضائي)